# Миоглобин
Миоглоби́н — кислородосвязывающий белок скелетных мышц и мышцы сердца. Функция миоглобина заключается в создании в мышцах кислородного резерва, который расходуется по мере необходимости, восполняя временную нехватку кислорода.
Миоглобин скелетных мышц и миоглобин миокарда (сердечной мышцы) слегка различны по аминокислотной последовательности. В практической медицине этот факт используется для определения диагноза инфаркта миокарда по появлению специфического «сердечного» изотипа миоглобина (равно как и «сердечных» изотипов некоторых мышечных ферментов) в крови.
В нормальных условиях, в отсутствие повреждения или воспаления мышечной ткани, миоглобин в кровь не попадает.
Подобно гемоглобину, миоглобин высокотоксичен при его нахождении в свободном состоянии в плазме крови: крупные молекулы миоглобина могут закупоривать канальцы почек и приводить к их некрозу; конкурируя с гемоглобином эритроцитов за связывание с кислородом в лёгких и не выполняя функцию передачи кислорода тканям, свободный миоглобин ухудшает кислородное снабжение тканей и приводит к развитию тканевой гипоксии.
Самоотравление организма свободным миоглобином и как следствие острая почечная недостаточность и тканевая гипоксия — одна из главных причин смерти при синдроме длительного сдавления (краш-синдром), встречающемся при тяжёлых травмах со сдавлением или размозжением значительных количеств мышечной ткани.
Миоглобин кашалота — первый белок, у которого была исследована третичная структура.